# Хустська міська територіальна громада
Хустська міська територіальна громада — територіальна громада в Україні, в Хустському районі Закарпатської області.
Адміністративний центр — місто Хуст.
Територією громади протікають річки Тиса, Ріка, Хустець.
Площа становить 402,3 км².
Населення — 80 858 ос. (2020 р.).

## Історія
У теперішньому виді утворена 12 червня 2020 року шляхом об'єднання Хустської міської ради та 15 сільських рад Хустського району:
1. Боронявської сільської ради,
2. Ізянської сільської ради,
3. Крайниківської сільської ради,
4. Кошелівської сільської ради,
5. Кривської сільської ради,
6. Липовецької сільської ради,
7. Липчанської сільської ради,
8. Нанківської сільської ради,
9. Нижньоселищенської сільської ради,
10. Рокосівської сільської ради,
11. Сокирницької сільської ради,
12. Стеблівської сільської ради,
13. Данилівської сільської ради,
14. Олександрівської сільської ради,
15. Копашнівської сільської ради.

## Населені пункти
У складі громади 1 місто (Хуст) і 27 сіл:
1. Боронява
2. Вертеп
3. Данилово
4. Іза
5. Зарічне
6. Чертіж
7. Карповтлаш
8. Крайниково
9. Кошельово
10. Копашново
11. Кривий
12. Крайнє
13. Крива
14. Кіреші
15. Залом
16. Липча
17. Липовець
18. Лунка
19. Осава
20. Олександрівка
21. Нанково
22. Нижнє Селище
23. Рокосово
24. Сокирниця
25. Стеблівка
26. Поляна
27. Хустець

## Старостинські округи
На ІІІ пленарному сесійному засіданні новообраної Хустської міської ради обранці утворили старостинські округи та затвердили старост.
17 старостинських округів (станом на 31.12.2020 р.):
1. Боронявський старостинський округ, до складу якого входить територія села Бороняво – Богдан Васильович Клованич, староста;
2. Данилівський старостинський округ, до складу якого входить територія села Данилово – Володимир Яношович Орос, староста;
3. Ізянський старостинський округ з центром в селі Іза, до складу якого входять території сіл Іза і Карповтлаш – Ольга Михайлівна Пасулька, староста;
4. Копашнівський старостинський округ з центром в селі Копашново, до складу якого входять території сіл Копашново, Лунка, Поляна, Хустець – Михайло Вікторович Кушнір, староста;
5. Кошелівський старостинський округ, до складу якого входить територія села Кошельово – Василь Васильович Федорка, староста;
6. Заломський старостинський округ, до складу якого входить територія села Залом – Марина Василівна Сарай-Курта, староста;
7. Крайниківський старостинський округ, до складу якого входить територія села Крайниково – Марина Василівна Ваканич, староста;
8. Кривський старостинський округ, до складу якого входить територія села Крива – Федір Михайлович Сугай, староста;
9. Липовецький старостинський округ, до складу якого входить територія села Липовець – Іван Іванович Губаль, староста;
10. Липчанський старостинський округ з центром в селі Липча, до складу якого входять території сіл Липча, Крайнє, Кривий, Осава – Василь Степанович Глоботовський, староста;
11. Нанківський старостинський округ, до складу якого входить територія села Нанково – Михайло Михайлович Даниловський, староста;
12. Нижньоселищенський старостинський округ, до складу якого входить територія села Нижнє Селище – Юрій Іванович Попадинець, староста;
13. Олександрівський старостинський округ, до складу якого входить територія села Олександрівка – Іван Юліанович Ковач, в.о. старости;
14. Рокосівський старостинський округ, до складу якого входять території сіл Рокосово, Вертеп – Любов Володимирівна Скоблей, староста;
15. Сокирницький старостинський округ, до складу якого входить територія села Сокирниця – Ярослав Михайлович Сабадош, староста;
16. Стеблівський старостинський округ, до складу якого входить територія села Стеблівка – Іван Іванович Лукач, староста;
17. Кірешський старостинський округ, до складу якого входить територія села Кіреші – Іван Іванович Біляк, староста.